# Gros Caillou (Lyon)
Pour les articles homonymes, voir Gros caillou.
Le Gros Caillou est un des symboles du quartier de la Croix-Rousse à Lyon, en France. Érigée en stèle, cette roche massive gris-blanc très dure de 24 t, est un quartzite dont la composition minéralogique montre qu'il a été transporté depuis les Alpes jusqu'à Lyon par les glaciers : c'est ce qu'on appelle un bloc erratique.

## Géographie
Le Gros Caillou était à l'origine symboliquement à cheval sur le 1er arrondissement (les pentes de la Croix-Rousse, dites « les Pentes ») et le 4e arrondissement (le plateau de la Croix-Rousse, dit « le Plateau »). Cette position en fin du boulevard de la Croix-Rousse est signifiante, puisque celui-ci fut lui-même aménagé en 1865 à la place des remparts qui séparaient la Croix-Rousse de Lyon jusqu'à l'annexion en 1852, et constitue donc un autre symbole fort de la réunion des deux bourgs. À la suite de la construction d'un parking souterrain et d'une esplanade végétalisée (nommée Espace Gros Caillou), il a été déplacé d'une trentaine de mètres pour être désormais uniquement dans le 1er arrondissement, ce qui excite l'ire de certains Croix-Roussiens.

## Histoire
Les collines de la Croix Rousse et de Fourvière, à Lyon, sont recouvertes par des moraines frontales rissiennes (avant-dernière glaciation quaternaire il y a environ -140 000 ans), moraines déposées à leur terminaison par les glaciers venant des Alpes. Ces moraines contiennent des cailloux de toutes tailles, dont d'énormes blocs, nommés blocs erratiques. Le Gros Caillou est le plus célèbre bloc erratique lyonnais. Il s'agit d'une métaquartzite triasique, roche typique de la Haute-Maurienne et de la Haute Tarentaise, régions situées dans les Alpes à près de 200 km de Lyon, d'où le bloc a été déplacé par le glacier du Rhône pendant la glaciation de Riss.
Sa découverte remonte en 1890 lors du percement de la ficelle (funiculaire) Croix-Paquet -Croix-Rousse : lorsque les ouvriers ouvrent une tranchée pour établir le plan incliné du funiculaire dit "funiculaire de Croix-Paquet", ils sont bloqués par une roche extrêmement dure, qu'ils n'arrivent pas à briser. La roche en question doit donc être dégagée et extraite du substrat, ce qui demande de grands moyens et provoqua un certain retard dans les travaux.
Une autre version prétend que, à cause de la périodicité des révoltes de Croix-Rousse, l'armée creusa la colline d'amples galeries de la hauteur d'un homme à cheval, et que pendant ces travaux, on tira du Rhône ou de la colline elle-même, le fameux « Gros Caillou ».
Finalement exhumé, le « Gros Caillou » est disposé sur un socle le 12 avril 1891 au bout est du boulevard de la Croix-Rousse, d'où il domine le Rhône et toute la plaine jusqu'aux Alpes.
Enlevé pour la création de l'Espace Gros Caillou, il est à nouveau disposé à même le sol lorsque l'esplanade végétalisée est achevée en 2008. L'espace et son caillou offrent désormais une vue sur l'est lyonnais et le Bugey, et même sur les Alpes et le mont Blanc par temps clair.

## Culture populaire
La République du Gros-Caillou
Association créée en 1934 sous l'égide de Claudius Linossier. Elle se réunissait, au temps où la Croix-Rousse était jumelée avec Montmartre, au Café des 4 vents aujourd'hui détruit à l'angle des rues Pouteau et Jean-Baptiste Say. Elle attribuait :
- le prix de poésie Pierre-Dupont pour un poème à la gloire de la Croix-Rousse doté par le Président de la République ;
- les prix de peinture Jean-Seignemartin et Joanny-Domer.

Elle suspendit ses activités en 1942 pendant l'Occupation. 
Outre Claudius Linossier, ses membres comptaient Camille Niogret, René Deroudille et était fréquenté par Émile Bollaert alors préfet du Rhône.
Le Gros Caillou
Point de rendez-vous fréquent des Croix-Roussiens qui le surnomment souvent « Gros Caill »[réf. nécessaire]. Il a notamment été immortalisé dans la littérature de jeunesse comme point de ralliement des Six Compagnons de la Croix-Rousse, série de romans écrits par Paul-Jacques Bonzon et parus dans la collection Bibliothèque verte.
La bande du Gros Caillou
Plus tard surnommé le « Gang des Lyonnais » qui multiplia les actions criminelles dans les années 60 et 70, ses membres originels étant tous croix-roussiens.

## Autres « gros cailloux » lyonnais
Plusieurs pierres ayant une histoire géologique similaire ont été retrouvées aux alentours de Lyon : c'est le cas notamment d'un caillou encore plus gros découvert en septembre 1861 à la faveur d’une tranchée ouverte pour établir le plan incliné du funiculaire dit de la rue Terme ; de la « Pierre Vieillette..., qui dominait le marais des Échets, en Dombes », et d'« un bloc gigantesque, situé à Saint-Genis-Laval, près de Lyon », toutes deux détruites au cours du XIXe siècle, ou encore d'une autre « Pierre Vieillette », nommée ainsi en l'honneur de la première, découverte lors du chantier de l'A46 et détruite lors de celui de l'A432. Un bloc erratique est également présent à Saint-Fons.

## Galerie

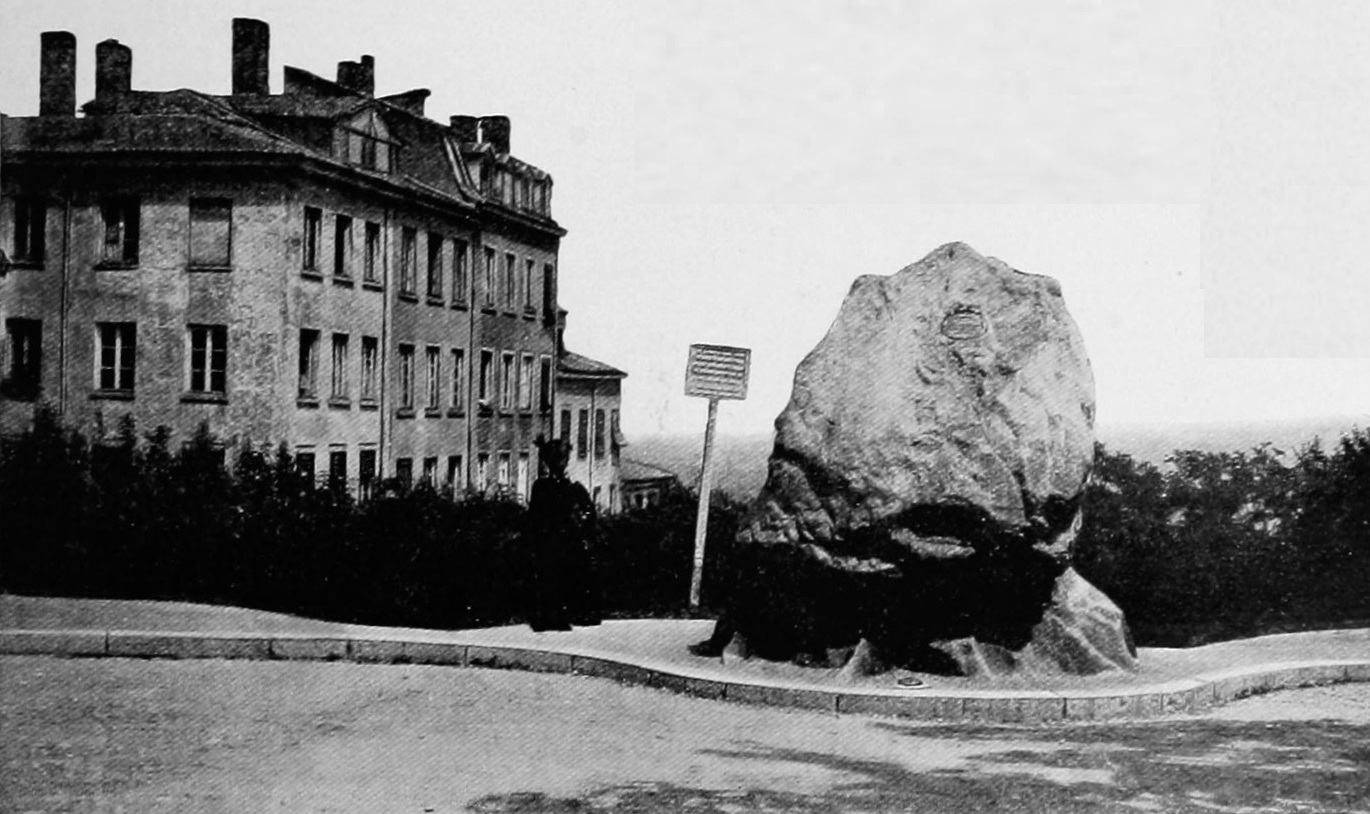
Le Gros Caillou au début du XXe siècle.
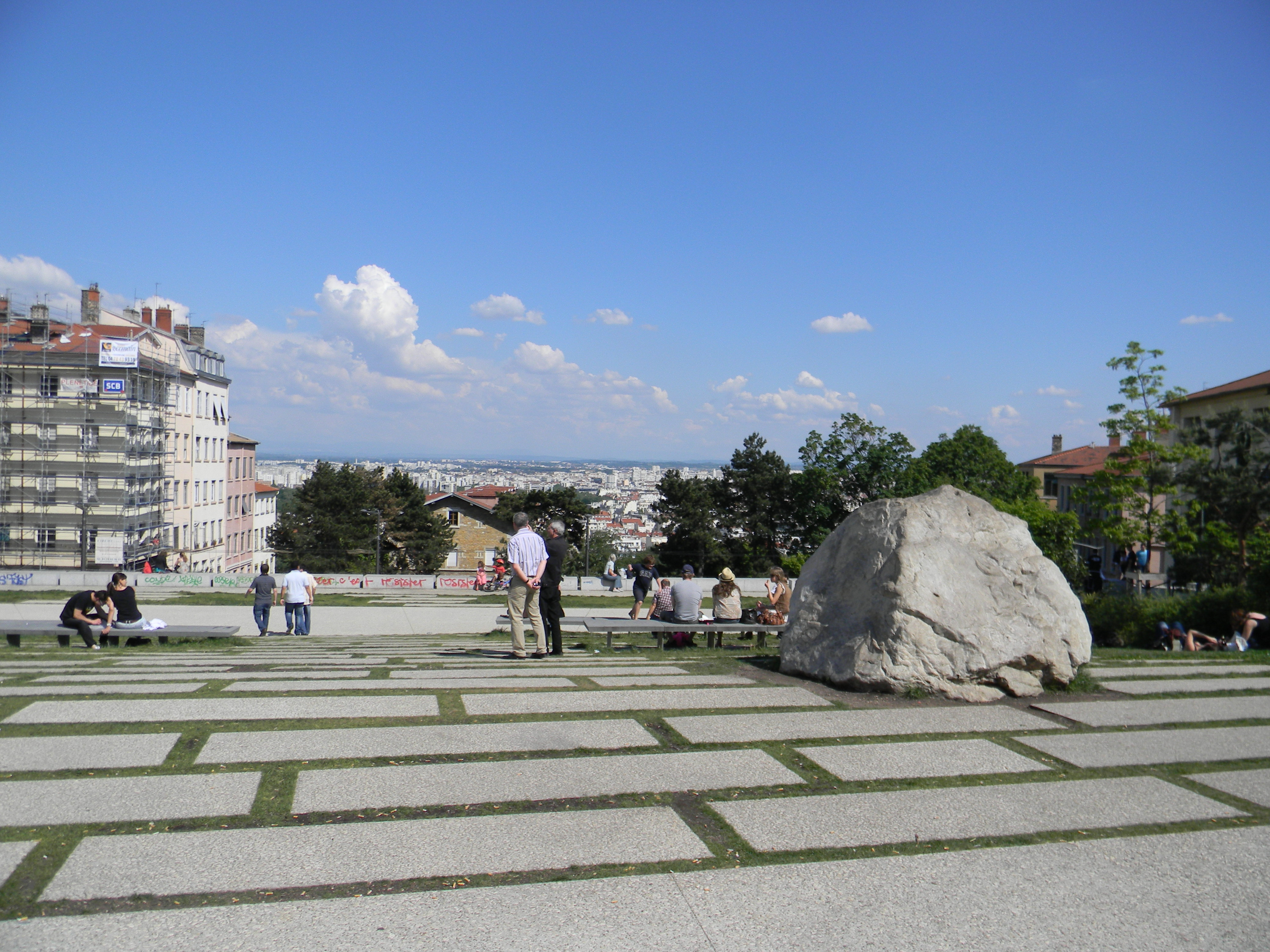
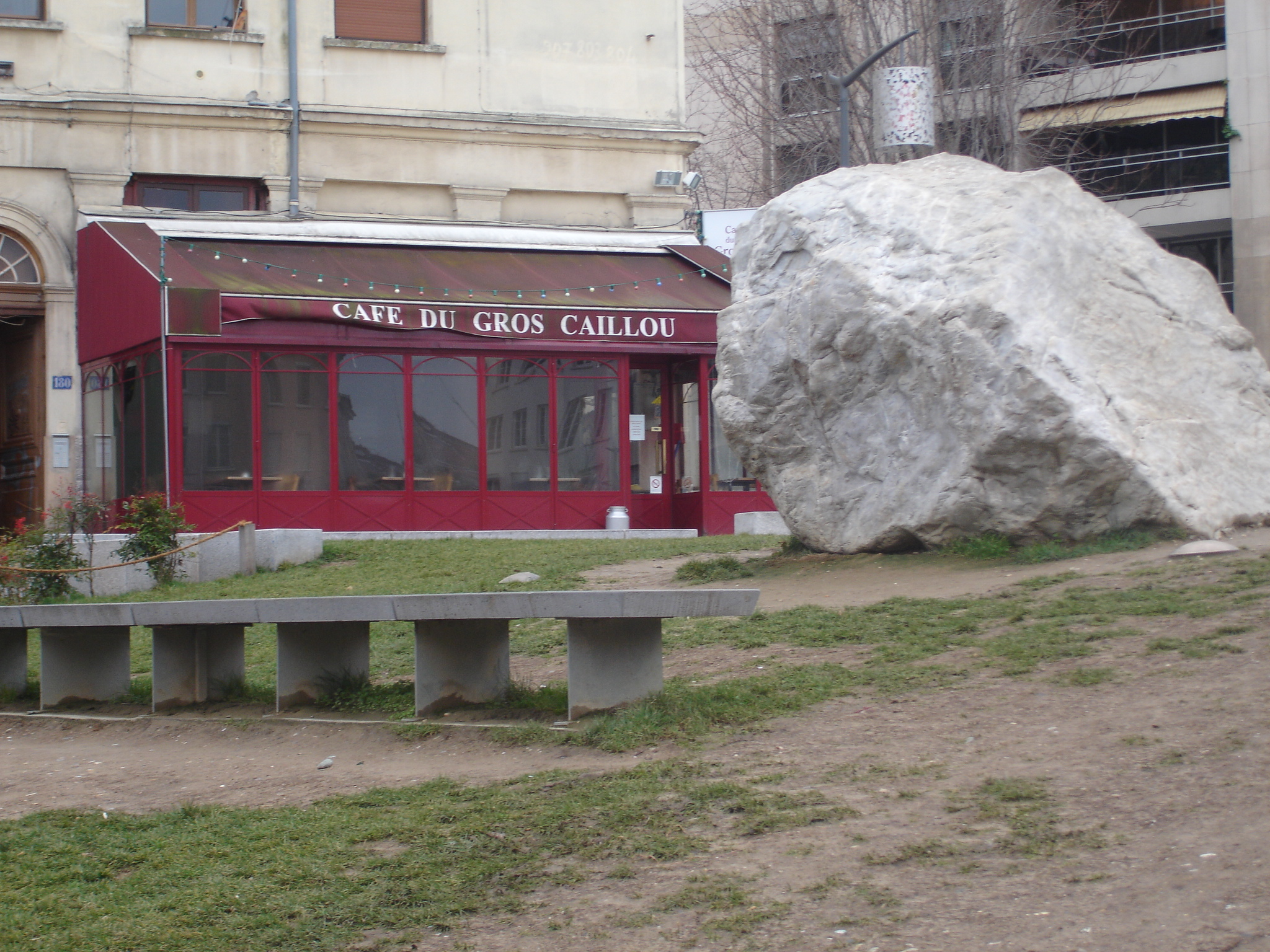
Le Gros Caillou sous un autre angle, et le café du même nom.
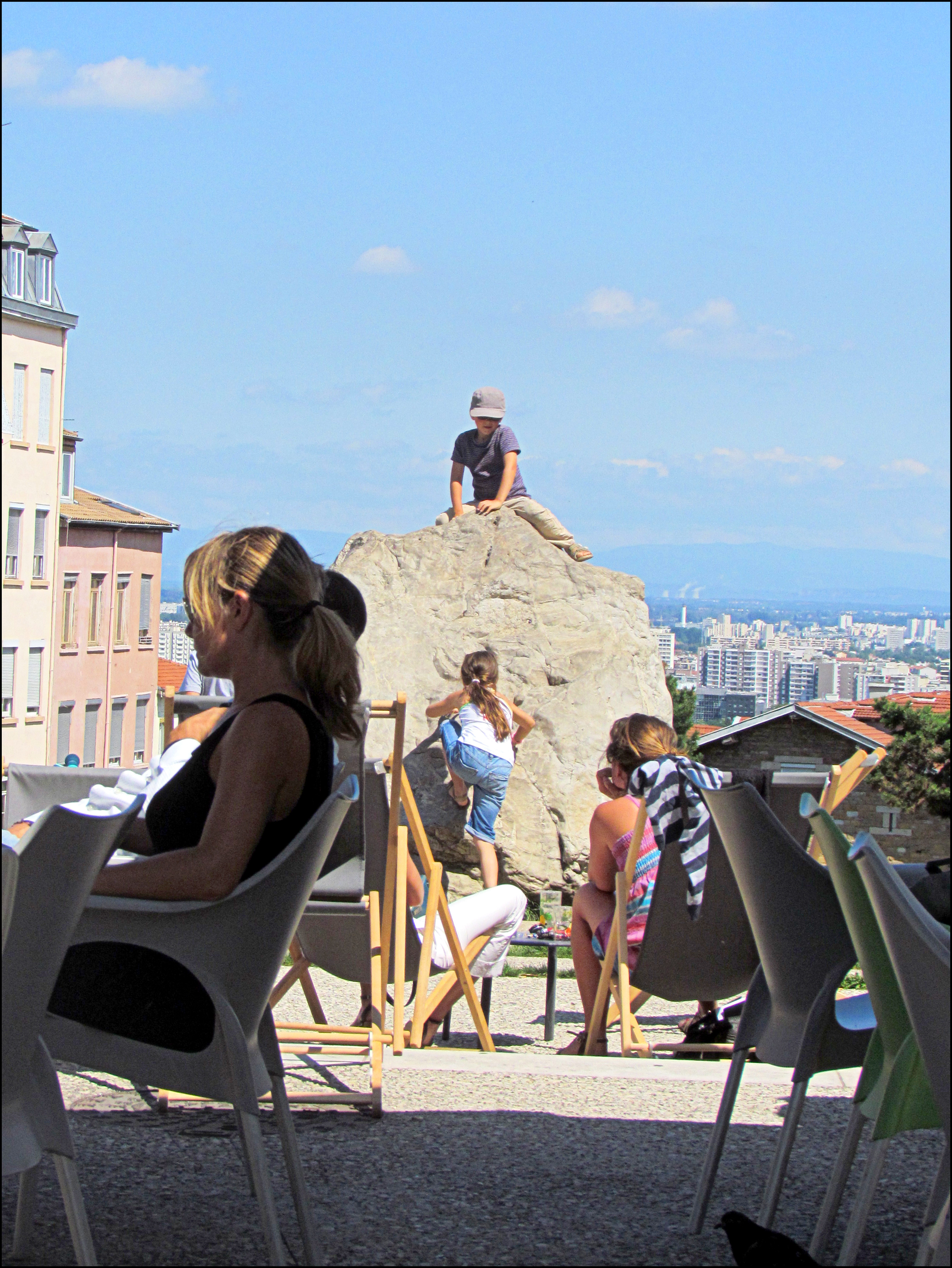
Le Gros Caillou est aussi une attraction pour les enfants.
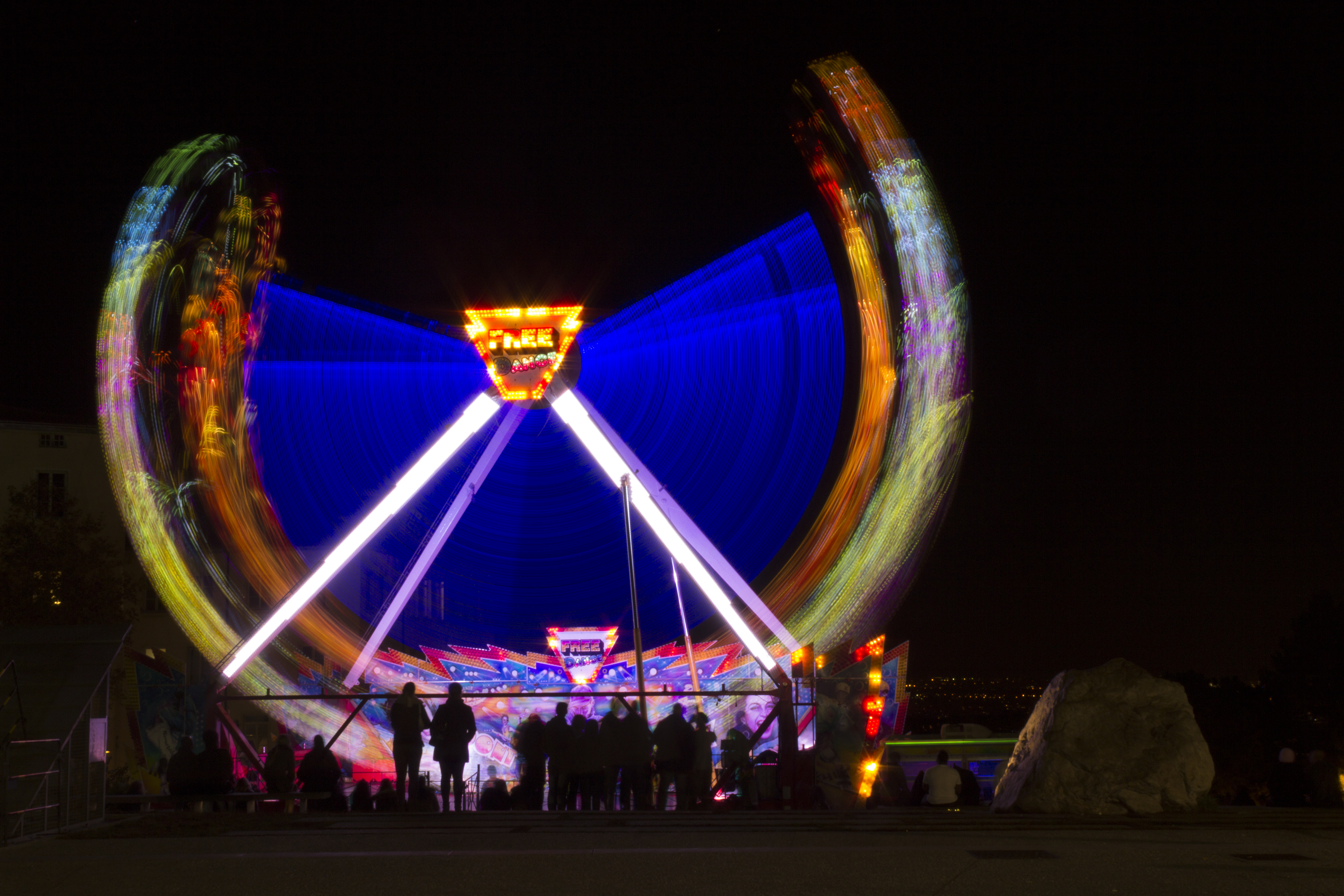
La place du Gros-Caillou pendant la vogue des marrons.

## Accessibilité
Le Gros caillou est desservi par l'ensemble des lignes de bus et de trolleybus transitant à la station Croix-Rousse : C13, 2, 33, 45, S4, S6 et S12.
Ce site est desservi par la station de métro Croix-Rousse.
 V  Ce site est desservi par la station Vélo'v de : place de la Croix-Rousse